# Fattah-1 (míssil)
Fattah (persa: موشک هایپرسونیک فتاح) és un míssil balístic d'abast mitjà iranià desenvolupat pels Cossos de la Guàrdia Revolucionària Islàmica i presentat el 2023. És el primer míssil balístic hipersònic de la República Islàmica. Segons l'Iran, la seva alta maniobrabilitat i velocitat li permeten derrotar tots els sistemes de defensa antimíssils.El mes de novembre de 2023, Iran va desvelar una nova versió del míssil, el Fattah-2.
El seu nom, que significa "conqueridor" o "portador de la victòria", "vencedor" en àrab, és en referència a Al-Fattāḥ, va ser seleccionat personalment pel Líder Suprem de l'Iran.
Alguns míssils balístics ja arriben a velocitats hipersòniques, però Fattah pertany a una nova classe d'armament que només tenen un nombre limitat de països.

## Descripció
Fattah és un míssil de combustible sòlid de dues etapes guiat amb precisió amb un abast de 1400 km i una velocitat terminal de Mach 13-15. La seva ogiva té un motor esfèric que funciona amb combustible sòlid amb un filtre mòbil que permet a l'ogiva augmentar la seva pròpia velocitat i moure's en totes direccions.
Segons l'Iran, pot maniobrar dins i fora de l'atmosfera i és capaç d'eludir les defenses antimíssils. També podeu apuntar a sistemes de míssils antibalístics per aclarir el camí per a altres míssils balístics.

## Història
El 10 de novembre del 2022, durant l'11è aniversari del martiri de Hassan Tehrani Moghaddam, conegut com el "pare dels míssils iranians", l'Iran va anunciar que havia construït un míssil balístic hipersònic avançat, qualificant-lo de "gran salt generacional". El general de brigada Amir Ali Hajizadeh, comandant de l'IRGC-ASF, va dir que el míssil té una alta velocitat i pot maniobrar per sota i per sobre de l'atmosfera terrestre. Ha dit que "pot violar tots els sistemes de defensa antimíssils" i ha afegit que creu que passaran dècades abans que es desenvolupi un sistema capaç d'interceptar-ho. També va dir que pot apuntar fins i tot als sistemes de defensa antimíssils més avançats i importants del món.
La cerimònia d'inauguració va tenir lloc el 6 de juny del 2023.

## Galeria

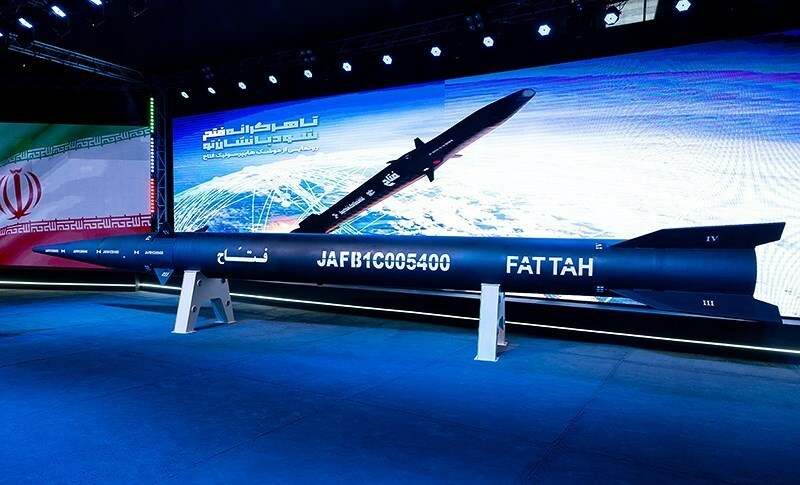
Fattah a la cerimònia d'inauguració el 6 de juny de 2023
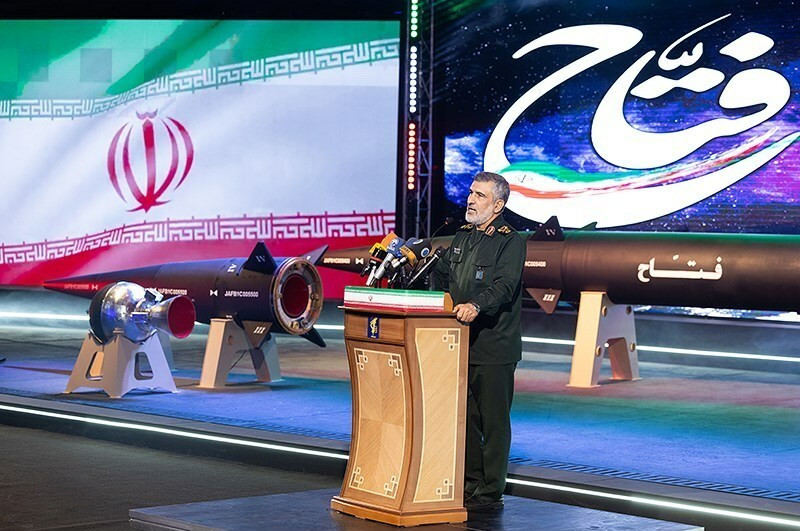
El general de brigada Amir Ali Hajizadeh a la cerimònia d'inauguració
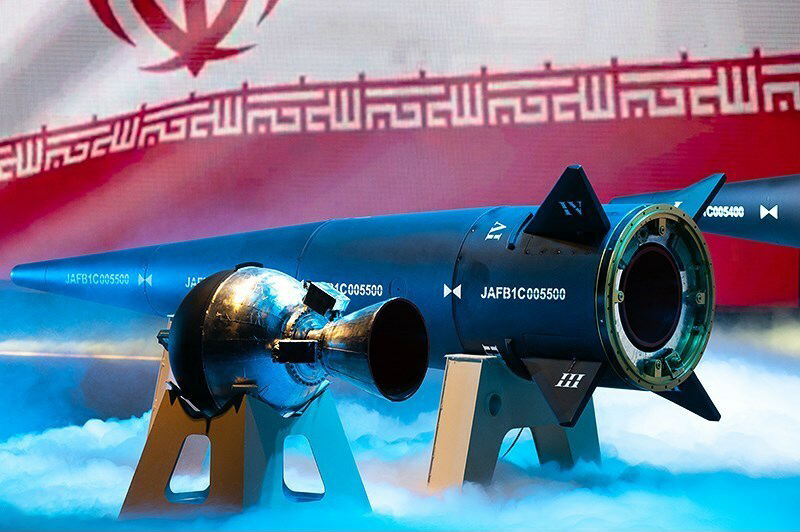
Cap armat